# Матеу, Доминго
Доминго Бартоломе Франсиско Матеу (исп. Domingo Bartolomé Francisco Matheu; 4 августа 1765, Матаро, Испания — 28 марта 1831, Буэнос-Айрес, Аргентина) — аргентинский бизнесмен и политик испанского происхождения. Член Первой хунты, первого национального правительства современной Аргентины, и второй президент в конце Великой хунты с августа по сентябрь 1811 года.

## Биография
Доминго Бартоломе Франсиско Матеу родился 4 августа 1765 года в Матаро (Каталония, Испания). Его родителями были Хуан Пабло Хосе Бенито Матеу Рос и Антония Чикола. Он учился в школе «Пиас» в Матаро, а затем сосредоточился на математике и военно-морских исследованиях. Он посетил другие испанские территории, такие как Гавана, Филиппины и Канарские острова. Он переехал в Буэнос-Айрес в 1791 году и выступил против торговых правил того времени. Он искал как экономическую, так и политическую поддержку среди местного общества.
Доминго Матеу присоединился к полку провинции Миньонес во время британских вторжений в Рио-де-ла-Плата. Он был назначен лейтенантом второй роты под командованием Хуана Ларреа. 19 августа 1806 года, через несколько дней после освобождения Буэнос-Айреса от британского правления, Матеу, Ларреа и другие запросили разрешение на создание нового военного подразделения «Urbanos Voluntarios de Cataluña». Вице-король Сантьяго де Линьерс одобрил его 26 сентября. Поскольку Хуан Ларреа заболел, Доминго Матеу возглавил это подразделение во время второго британского нападения в 1807 году. Он ушел в отставку с боев в Мисерере и вел городскую войну из зданий города. В январе 1809 года он был награжден орденом за свою роль в обороне Буэнос-Айреса.
Пиренейская война в Испании, а также пленение короля Фердинанда VII и падение Севильской хунты, обострили политические споры в Буэнос-Айресс, которые привели к Майской революции. Несколько креолов считали, что вице-король Бальтасар Идальго де Сиснерос, назначенный падшей хунтой, не имел легитимности, и потребовали провести открытое кабильдо для обсуждения этого вопроса. Мигель де Аскуэнага присутствовал на нем и проголосовал за создание хунты с депутатами от всех провинций, при этом Кабильдо будет править в междуцарствие. Однако большинство согласилось с созданием хунты, но с другой хунтой из людей из Буэнос-Айреса, которая будет править в то же время. Вице-король пытался остаться в правительстве в качестве президента Большой хунты, чему сопротивлялись креолы. Причины включения Доминго Матеу в хунту неясны, как и в случае со всеми ее членами. Общепринятая теория рассматривает это как баланс между карлотистами, альсагистами, военными и духовенством.
Майская революция положила начало войне за независимость Аргентины, которая осложнялась нехваткой оружия в стране. Не имея достаточных ресурсов для его покупки, Первая хунта основала оружейные заводы. Первого директора, Хуана Тарагону, вскоре сменил Матеу. Работая вместе с немецкими оружейниками, такими как Хуан Фрай и Фернандо Лампинг, он руководил созданием нескольких мушкетов и некоторых артиллерийских орудий. В оружейной мастерской Буэнос-Айреса, расположенной на месте современного Дворца правосудия, работало всего 90 человек, включая семь рабов и семь местных жителей. Они обладали ограниченными техническими знаниями, но сумели изготовить и отремонтировать около трехсот мушкетов и сотню карабинов. Матеу оказал финансовую поддержку оружейной мастерской из собственного состояния. Эдуард Хольмберг был назначен директором в 1813 году, заменив Матеу, но Матеу все равно продолжал работать в оружейной мастерской. Он также руководил оружейной мастерской провинции Тукуман. Позже он руководил производством военной формы.
После ухода Сиснероса после Майской революции Доминго Матеу был назначен гласом Первой хунты. Первая хунта впоследствии стала Великой хунтой, и Доминго Матеу был назначен её президентом, когда 1-й президент Корнелио Сааведра покинул её, чтобы присоединиться к сражениям на севере. Доминго Матеу и Хуан Ларреа поддерживали национальное правительство деньгами, которые они получали от торговли.
В 1817 году он отошел от политической жизни, оставаясь заниматься исключительно коммерческой деятельностью до своей смерти в 1831 году.

## Наследие
Доминго Матеу руководил первым арсеналом Аргентины. Генерал Мануэль Николас Савио организовал строительство арсенала в Росарио, провинция Санта-Фе, названного в честь Доминго Матеу.